# Myrtille, Vidpoche et Cabochar
Myrtille, Vidpoche et Cabochar est une série de bande dessinée de Renaud (dessin) et Mittéï (scénario).

## Personnages
- Myrtille
- Vidpoche
- Cabochar
- Double-Crin

## Publication

### Périodiques
La série a été publiée dans Le Journal de Spirou entre 1978 et 1982.

### Albums
1. La Chasse au stradivarius (2013)

### Éditeurs
- La Vache qui médite : tome 1